# 주모로코 대한민국 대사관
주모로코 대한민국 대사관(아랍어: سفارة جمهورية كوريا في المغرب)은 1962년 모로코 라바트에 개설된 대한민국 외교부 소속의 대사관이다. 이 공관은 모리타니를 겸임하고 있다.

## 역사
대한민국은 1962년 7월 6일 모로코와 외교관계 수립에 합의하고 그 해 9월 6일 주모로코 대한민국 대사관을 개설했다. 모로코는 조선민주주의인민공화국과도 수교를 하고 있기 때문에 표면적으로는 중립 정책을 표방하나 실리 차원에서 대한민국과의 관계를 중시하며 국제 사회에서 대한민국의 입장을 지지하고 있다.

## 역대 주모로코 대한민국 대사
- 출처: 대한민국 외교부[1]

- 제1대: 신현준 (1963년 2월 8일 신임장 제정)
- 제2대: 현시학 (1969년 4월 22일 신임장 제정)
- 제3대: 최운상 (1974년 6월 21일 신임장 제정)
- 제4대: 이택근 (1976년 10월 13일 신임장 제정)
- 제5대: 정우영 (1980년 7월 8일 신임장 제정)
- 제6대: 박수길 (1984년 7월 25일 신임장 제정)
- 제7대: 한석진 (1986년 6월 27일 신임장 제정)
- 제8대: 이종업 (1989년 8월 1일 신임장 제정)
- 제9대: 허리훈 (1992년 1월 13일 신임장 제정)
- 제10대: 김동호 (1994년 6월 16일 신임장 제정)
- 제11대: 김승호 (1997년 6월 16일 신임장 제정)
- 제12대: 주철기 (1999년 12월 16일 신임장 제정)
- 제13대: 박창일 (2003년 2월 4일 신임장 제정)
- 제14대: 박재선 (2004년 4월 27일 신임장 제정)
- 제15대: 유정희 (2006년 6월 23일 신임장 제정)
- 제16대: 최재철 (2009년 7월 29일 신임장 제정)
- 제17대: 이태호 (2012년 4월 2일 신임장 제정)
- 제18대: 박동실 (2015년 6월 19일 신임장 제정)
- 제19대: 윤성덕 (2018년 8월 24일 신임장 제정)
- 제20대: 정기용 (2022년 1월 17일 신임장 제정)
- 제21대: 윤연진 (2024년 7월 3일 신임장 제정)

## 같이 보기
- 주한 모로코 대사관
- 대한민국-모로코 관계
- 대한민국의 재외공관 목록
- 모로코 주재 외국공관 목록